# Jaan Kruus
Jaan Kruus, estonski general, * 27. februar 1884, † 15. maj 1942.